# 西藤島 (福井市)
西藤島（にしふじしま）は、福井県福井市の地域。九頭竜ブロック(市北部・九頭竜川右岸)に属する。

## 人口
西藤島には2024年1月1日現在4647人が住んでおり、世帯数は1809世帯。そのうち男性が2304人、女性は2343人。